# سدل ورث (استرالیای جنوبی)
سدل ورث (به انگلیسی: Saddleworth) یک شهرک در استرالیا است که در استرالیای جنوبی واقع شده‌است.